# Diamonds (BUGVELの曲)
『Diamonds』（ダイアモンズ）は、日本の日台ダンスボーカルグループBUGVELの楽曲であり、3rdシングル。2022年12月7日にPresent Labelから発売された。

## 概要
2022年6月発売の2ndシングル「Heartbreaker」から約5ヵ月を経てリリースされた3rdシングルである。メンバーのMINATOとMAHIROが作詞したタイトル曲「Diamonds」のほか、MAHIRO作詞作曲の「初雪」、MINATO作詞の「BACK 2 REALITY」がカップリングとして収録されている。また、ORβITのSHUNYAが「ONE PIXEL」名義でジャケットデザインを担当している。

## 収録曲
| #  | タイトル           | 作詞           | 作曲                                   | 編曲 | 時間 |
| -- | ------------------ | -------------- | -------------------------------------- | ---- | ---- |
| 1. | 「Diamonds」       | MAHIRO、MINATO | KZ, Kim Tae-Yeong, BAYSIDE PABLO, DINT |      | 3:09 |
| 2. | 「初雪」           | MAHIRO         | MAHIRO                                 |      | 4:20 |
| 3. | 「BACK 2 REALITY」 | MINATO         | Z.MIN, VENDORS (nano), 129             |      | 3:14 |

### 公式
- Present Label『Diamonds』CD情報
- BUGVEL公式YouTubeチャンネル
- BUGVEL公式サイト